# Síndrome del linfocito desnudo tipo II
El síndrome del linfocito desnudo tipo II (BLS II) es una enfermedad genética recesiva poco común en la cual no se expresa un grupo de genes llamado complejo mayor de histocompatibilidad de clase II (MHC clase II). Como consecuencia, la función del sistema inmunitario se ve gravemente comprometida y es incapaz de actuar frente a las infecciones.

## Síntomas y signos
Entre los signos y síntomas que se presentan en el síndrome del linfocito desnudo tipo II encontramos:

- Candidiasis cutáneo-mucosa crónica
- Colitis
- Infecciones bacterianas recurrentes
- Encefalitis
- Neutropenia
- Diarrea
- Hepatitis (viral)
- Anomalías del crecimiento

## Etiología
La causa genética del síndrome del linfocito desnudo tipo II se debe a mutaciones en cualquiera de los genes siguientes:
- CIITA Es responsable de dar instrucciones para crear una proteína que controla la transcripción de genes (MHC clase II), y está localizado en 16p13.13 (ubicación citogenética).[5]
- RFX5 tiene la misma función y está localizado en 1q21.3 (ubicación citogenética).[6]
- RFXANK (También conocido como ankyrin repeat-containing regulatory factor X-associated protein) tiene la misma función y está localizado en 19p13.11(ubicación citogenética).[7]
- RFXAP Da información para crear RFX proteína asociada, el cual también está implicado en transcripción de genes MHC clase II, y está localizado en 13q13.3,(ubicación citogenética).[8]

MHC Clase 2

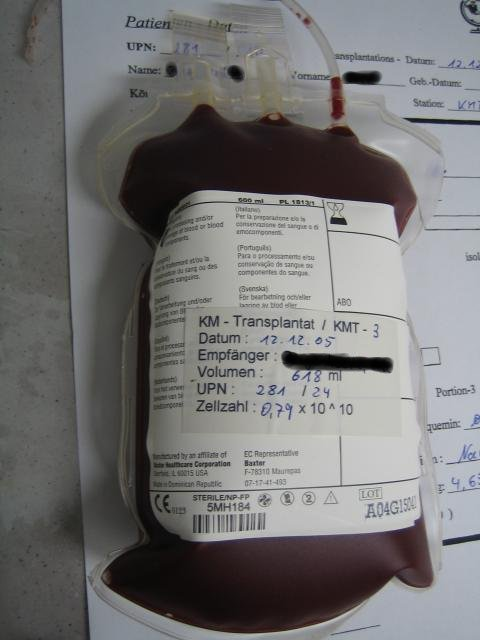
Médula ósea

## Patología
Las proteínas del complejo mayor de histocompatibilidad de clase II son importantes porque en condiciones normales, tienen un papel fundamental en la respuesta inmune mediada por los linfocitos T CD4+, que reconoce los antígenos presentados por éstas moléculas.
El síndrome del linfocito desnudo tipo II no se debe a defectos en los genes del MHC II, sino que está causado por mutaciones que afectan a los factores de transcripción que regulan la expresión de estos genes. Al haber un fallo en estas proteínas se impide la expresión  del MHC II y por tanto la respuesta inmune se ve afectada.

## Diagnóstico
El diagnóstico del síndrome del linfocito desnudo tipo II puede realizarse mediante pruebas genéticas. En un análisis de sangre puede detectarse un déficit de linfocitos T CD4+ (cooperadores) y de inmunoglobulinas séricas.

## Tratamiento
En relación con el tratamiento, el más utilizado es el trasplante de médula ósea. Sin tratamiento el pronóstico no es bueno durante los primeros años de vida. Otros tratamientos pueden incluir profilaxis antimicrobiana, pues los afectados por esta inmunodeficiencia tienen mayor susceptibilidad frente a infecciones.